# فرایند کرال
فرایند کرال یک فرایند پیرومتالورژی صنعتی در تولید تیتانیم فلزی است. این فرایند نخستین بار از سوی ویلیام جاستین کرال در لوکزامبورگ پیشنهاد شد. کرال پس از مهاجرت به آمریکا فرایند را بهبود داد و از آن در تولید زیرکونیم بهره برد. فرایند کرال جایگزین فرایند هانتر در تقریباً همهٔ تولید تجاری فلزات شد.

## فرایند
روتیل ریز شده (یا ایلمنیت) بدست آمده از سنگ معدن را با کمک زغال سنگ در یک رآکتور بستر شناور در دمای ۱۰۰۰ درجهٔ سانتیگراد دچار کاهش می‌کنند. سپس مخلوط را در برابر گاز کلر قرار می‌دهند با این کار تتراکلرید تیتانیم و دیگر محصولات گازی کلر بدست می‌آید که با کمک تقطیر جزء به جزء به صورت گام گام از مواد جدا می‌شوند. در یک رآکتور دیگر TiCl4 را با کمک منیزیم مایع یا سدیم (۱۵ تا ۲۰ درصد بیشتر) در دمای ۸۰۰ تا ۸۵۰ درجه در یک فولاد ضد زنگ دچار کاهش می‌کنند تا مطمئن شوند فرایند به تمامی انجام شده است:
2Mg(l) + TiCl4(g) → 2MgCl2(l) + Ti(s) [T = 800–850 °C]
بخش پیچیدهٔ کار مربوط به کاهش تیتانیم به کلریدهای پایین‌تر آن یعنی TiCl2 و TiCl3 است. بعداً می‌توان MgCl2 را به شکل منیزیم بازگرداند. نتیجهٔ بدست آمده یک فلز تیتانیم اسفنج مانند و متخلخل است که بعداً باید آن را با کمک تقطیر خلأ و حرارت پالوده تر کرد. اسفنج را نخست خرد می‌کنند، فشرده می‌کنند و در آخر در یک کوره قوس الکتریکی با الکترود کربن و در خلأ، ذوب می‌کنند. حال شمش بدست آمده را می‌توان در خلأ جامد کرد.
این فرایندهای ذوب کردن به هزینهٔ تولید تیتانیم اضافه می‌کند از این رو تیتانیم حدود ۶ برابر گران‌تر از فولاد ضد زنگ است.